# IT狂人
《IT狂人》（英語：The IT Crowd，发音为/ˈɪt/或/ˌaɪˈtiː/）是英国第四台的一部情景喜剧，编剧为格雷厄姆·莱恩汉，制片人为阿什·阿塔拉（Ash Atalla）。该剧于2006年2月3日首播，共播出4季25集，于2013年9月27日以一部特别篇完结。《IT狂人》获得了多个奖项和提名，包括英国学术电视奖和艾美奖。
电视剧的背景為一家名雷荷姆（Reynholm）的虛構公司，以三位任職於IT部門的主人翁為主題，其中包括兩個電腦怪胎和對電腦一竅不通的「員工關係經理」。他們分別是莫里斯·摩斯（Maurice Moss，理查德·艾欧阿德饰）、羅伊·崔尼曼（Roy Trenneman，克里斯·奥多德飾）和珍·巴伯（Jen Barber，凱瑟琳·帕金森飾）。电视剧也聚焦于雷荷姆工业（Reynholm Industries）的老板们: Denholm Reynholm (Chris Morris) 和之后的, 他的儿子 Douglas (Matt Berry).
《IT狂人》是格雷厄姆·莱恩汉主创的第三部成功的情境喜劇，前兩部為《Father Ted》（與亞瑟·馬修合寫）和《布莱克书店》（與迪伦·莫兰合寫）。

## 情节
《IT狂人》的背景设定在一家名为雷荷姆（Reynholm）的虚构公司（位于虚构地址英国伦敦卡伦登街123号）的办公室，故事围绕着一个强大的三人IT团队的一些恶作剧展开。IT团队的工作环境，杂乱的地下室，与公司闪亮的现代建筑以及公司其他成员享受到的震撼的伦敦风景产生了巨大的反差。公司默默无闻的背景作为一个笑料在整个剧集中反复出现——关于公司已知的所有信息只是公司买下然后卖掉了ITV (一个被Denholm Reynholm忘记的事实)，和曾经"十八亿亿"的年利润。 然而；在剧集中曾暗示到雷荷姆工业（Reynholm Industries）是一个通讯公司，剧中Denholm Reynholm曾经提到公司收购过手机运营商和电视台，以及创造了英国最大的通讯帝国。Douglas Reynholm声称其父亲Denholm Reynholm称IT部门由“一个生机勃勃的老手、一个天才、和一个爱尔兰人”构成。
罗伊和莫斯是两个技术员。他们经常被描述为社交无能的极客，或者用Denholm Reynholm的话说，“标准的书呆子”。 尽管公司依赖于他们的技术，但罗伊和莫斯经常被其他员工无视、贬低，甚至称为屌丝（Losers）。 罗伊的愤怒反映在他无视请求帮忙的电话，希望电话不再响，以及使用卷盘录音机播放储存好的维修建议（“你试过重启吗?”）。 他通过每一集穿一件不同的极客T恤衫来表达他的个性。莫斯的博学以及专业程度体现在他过度专业且令常人难以理解的建议上。然而，他却完全无力解决日常生活中诸如灭火和把蜘蛛赶走的问题。莫斯也完全不能与别人正常交流。他说话时经常讲述关于他自己或者科学方面的一些怪事，而且当与别人聊到电脑时态度非常地傲慢。
珍，作为这个团队的最新成员，尽管在她的个人简历中声称她“在电脑方面有很多经验”，但其实在技术方面一窍不通。由于公司的老板Denholm对于电脑也是同样的一窍不通, Denholm相信了珍在面试中的吹嘘并且任命珍为IT部的主管。在见到罗伊和莫斯之后，珍重新把自己的作用定义为“关系经理”。然而她对于连接技术人员和商务人士的关系的尝试起了副作用，导致珍自己和自己的同事们一样可笑
。

### 第一季
《IT狂人》第一季描绘了珍的加入，以及像罗伊和莫斯一样的极客们如何与像珍一样的电脑白痴构建关系。

### 第二季
在第二季中, 罗伊和莫斯尝试通过交更多朋友来让自己更好的融入社会。同时珍和雷荷姆工业（Reynholm Industries）的新老板Douglas Reynholm产生了些问题。

### 第三季
罗伊与足球迷、建筑工人以及一般极客之间的关系更加地诡异。珍更加体现了自己在电脑方面的白痴，而莫斯陷入了对电脑技术的短期失忆之中，还卷入了银行劫案。

### 第四季
最近一季集中在IT部内外关系的处理上: 罗伊的失恋，莫斯的内心斗争，珍和新男友，还有Douglas接纳他“失踪”的妻子。

### 2013 特别篇
"The Internet Is Coming" (有时被错误认为成 "The Last Byte"),《IT狂人》最终篇章，在2013年9月27日作为特辑播放。制作开始于2011年，2013年七月影片杀青。克里斯·奥多德（罗伊）在拍摄完成后说：“再次和这些角色打招呼非常开心——但同时也是和他们说再见的时候。我觉得我们目前可能已经拍完了，如果之后继续拍的话我会很吃惊。”